# Service de transport adapté de la Capitale
Pour les articles homonymes, voir STAC.
 (février 2024).
Si vous disposez d'ouvrages ou d'articles de référence ou si vous connaissez des sites web de qualité traitant du thème abordé ici, merci de compléter l'article en donnant les références utiles à sa vérifiabilité et en les liant à la section « Notes et références ».
Le Service de transport adapté de la Capitale (STAC) est un organisme sans but lucratif ayant pour mandat de transporter les usagers ne pouvant pas utiliser le service en commun régulier sur le territoire du Réseau de transport de la Capitale, à Québec. Ce service est admissible aux personnes handicapées respectant certaines exigences techniques.

## Tarification
- Billet 18 ans et moins - Ainé
- Billet Général - Étudiant+
- Carte Opus